# Fleckentoko

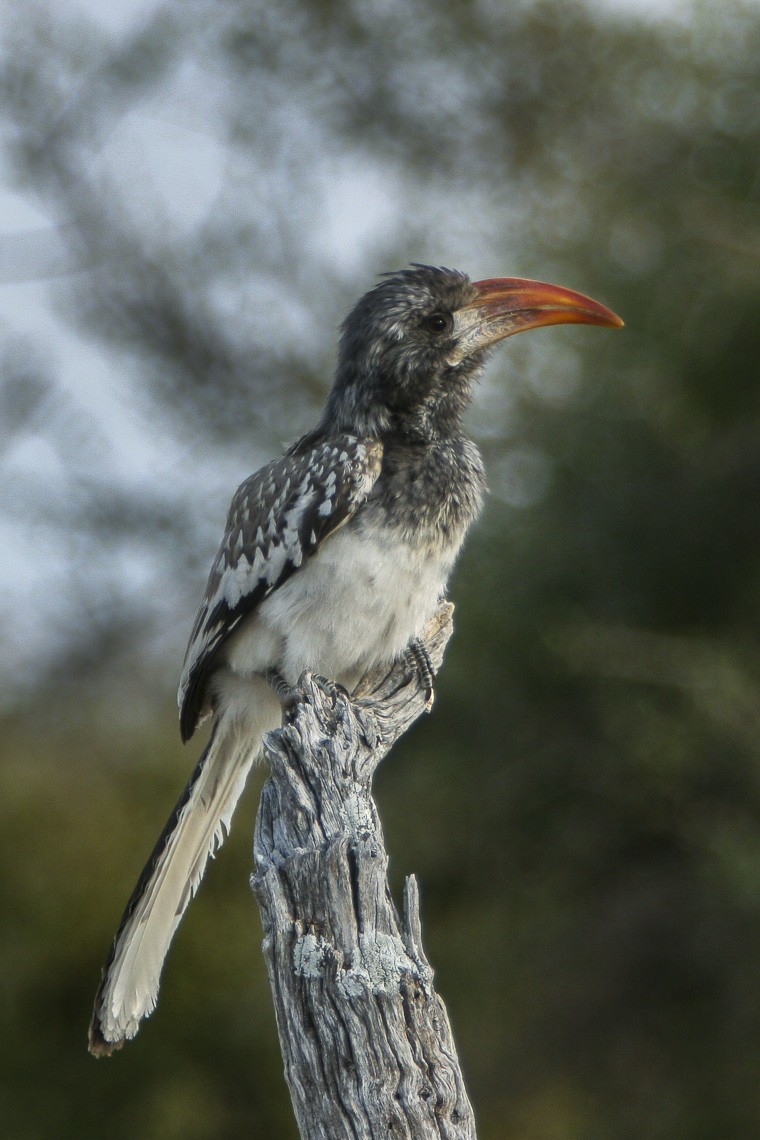
Fleckentoko, Namibia

Der Fleckentoko (Tockus monteiri), auch Monteiro-Toko oder Monteirotoko geschrieben, ist eine Vogelart, die zu den Nashornvögeln (Bucerotidae) gehört und im westlichen Subsahara-Afrika vorkommt. Das Verbreitungsgebiet ist im Vergleich zu anderen Toko-Arten wie beispielsweise dem Grautoko sehr klein, es werden keine Unterarten beschrieben. Von allen Toko-Arten besiedelt er den Lebensraum mit den geringsten Niederschlägen.
Wie alle Tokos ist auch der Monteiro-Toko ein Höhlenbrüter. Das Weibchen sitzt über Wochen in einer Nisthöhle, die sie bis auf einen kleinen Spalt zumauert. Sie und die nach 24 bis 27 Tagen schlüpfenden Nestlingen werden von dem Männchen versorgt, das Futter zur Bruthöhle trägt.
Die Bestandssituation des Fleckentoko wurde 2016 in der Roten Liste gefährdeter Arten der IUCN als „Least Concern (LC)“ = „nicht gefährdet“ eingestuft.
Wegen seines unwirtlichen Lebensraums ist das Risiko gering, dass Lebensraumverluste durch eine anthropogene Überformung  zu einem Rückgang dieser Art führen.

## Merkmale
Der Fleckentoko ist ein mittelgroßer Vogel mit einer Körperlänge von 50 Zentimeter. Die Männchen haben Schnäbel mit einer Länge von 10,3 bis 12,7 Zentimeter. Der Schnabel der Weibchen ist etwas kleiner und misst zwischen 8,6 und 10,5 Zentimeter. Sie wiegen zwischen 210 und 400 Gramm. Der Geschlechtsdimorphismus ist nur gering ausgeprägt.

### Männchen
Die Männchen des Fleckentoko sind an Kopf, Hals und Vorderbrust dunkelgrau. Die Kehle und die Kopfseiten sind weiß gestrichelt. Der Rücken ist braun, die Oberschwanzdecken sind dunkel rußbraun. Die mittleren zwei Paare der Steuerfedern sind dunkel rußbraun, die übrigen der insgesamt 10 Paare Steuerfedern haben eine dunkel rußbraune Basis, sind ansonsten jedoch weiß. Die Körperunterseite ist weißlich. Die Handschwingen sind schwarz mit cremefarbenen Spitzen. Die äußeren Armschwingen sind weiß mit einer schwarzen Basis, die inneren Armschwingen sind braun mit blasseren Säumenden. Die Flügeldecken sind braun mit großen cremefarbenen Fleckenden. Der gebogene Schnabel ist rot mit einer gelben Basis. Der unbefiederte Orbitalring ist schwarz, die nackte Kehlhaut ist dunkelgrau. Die Augen sind braun, die Beine und die Füße sind schwarz.

### Weibchen und Jungvögel
Die Weibchen entsprechen mit ihrem Körpergefieder dem der Männchen. Sie sind jedoch kleiner, der Schnabel ist deutlich kürzer, die nackte Kehlhaut ist blautürkis. Die Jungvögel ähneln den adulten Vögeln, haben aber noch einen kleineren Schnabel, der von einer rotorangen Farbe hat und an der Schnabelbasis des Unterschnabels grau ist. Die unbefiederten Gesichtspartien sind blass fleischfarben, die Augen sind braun und die Beine dunkelgrau. Die Federn insbesondere auf den Flügeldecken haben hellbraune Spitzen.

### Stimme
Die Rufe sind dunkle, raue gackernde Laute. Rufe zur Revieranzeige klingen kok-kok-kok-kokok-kokok-kokok.

## Verwechselungsmöglichkeiten
Im Verbreitungsgebiet kommen drei Arten der Tokos vor, die mit dem Fleckentoko verwechselt werden können.
Der Rotschnabeltoko ist kleiner und hat wie der Südliche Gelbschnabeltoko ein stärker schwarz-weißes Körpergefieder. Der Rotschnabeltoko unterscheidet sich außerdem durch seinen helleren Kopf, der Südliche Gelbschnabeltoko hat einen gelben Schnabel. Die Stimme der beiden Arten sind außerdem höher.
Der Grautoko hat ein graubraunes Körpergefieder, der Schnabel ist beim Männchen schwarz und weiß beziehungsweise dunkelrot und cremefarben bei den Weibchen.

## Verbreitung und Lebensraum

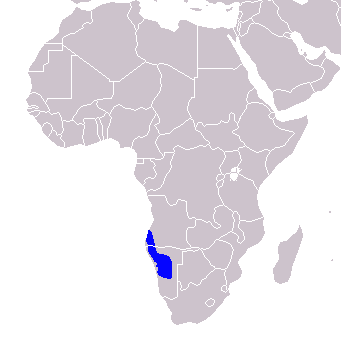
Verbreitungsgebiet des Fleckentokos

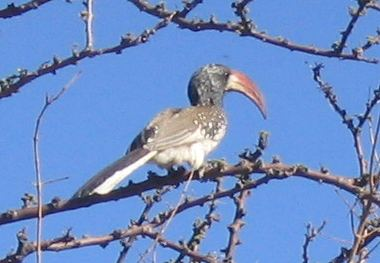
Fleckentoko

Der Fleckentoko lebt in Savannen und trockenen Dornenfeldern und kommt nur in Zentral- und Nordwestnamibia und Südwestangola mit etwa 400.000 Individuen vor.
Von allen Nashornvögeln besiedelt der Fleckentoko die Regionen mit dem geringsten Niederschlag. Er kommt auch in Regionen vor, in dem weniger als 100 Millimeter Regen pro Jahr fällt. Der Fleckentoko präferiert als Lebensraum Hügelland mit steinigem Untergrund. Er wird aber auch in Ebenen mit Sandböden gefunden, die schütter mit einzelnen dornenbewehrten Bäumen bestanden sind. In Namibia beträgt das durchschnittliche Revier eines Paares von Fleckentokos 15 Hektar. Die Brutzeit setzt mit dem Beginn der Regenzeit ein, jedoch sind im Verbreitungsgebiet des Fleckentoko Regenfälle nicht vorhersehbar, da sie an keine bestimmten Jahreszeiten gebunden sind. Es bilden sich in den trockenen Zeiten regelmäßig größere Trupps an Fleckentokos, die im Verbreitungsgebiet auf der Suche nach Nahrungsgründen herumziehen.

## Nahrung
Der Fleckentoko gehört innerhalb der Gattung der Tokos zu den Arten, die ihre Nahrung überwiegend auf dem Boden findet. Auf dem Boden bewegt sich der Fleckentoko hüpfend und nicht gehend fort, was eine Anpassung an den steinigen Untergrund sein könnte. Mit ihrem Schnabel graben sie häufig im Untergrund nach Pflanzenzwiebeln. Sie graben dabei 30 Zentimeter lange und fünf Zentimeter lange Furchen. Auch die Strauchvegetation wird von dem Fleckentoko nach Fressbaren durchsucht. Zur Rast baumt er entweder auf oder sitzt auf Felsenklippen.
Im Gegensatz zu anderen Vertretern der Gattung Tockus, die Allesfresser sind, ernährt sich der Fleckentoko überwiegend von Insekten und kleinen Gliederfüßern. Daneben frisst er Früchte, Samen, Schösslinge, Blüten und Pflanzenzwiebeln. Letztere spielen in seinem Nahrungsspektrum vor allem in Trockenzeiten eine größere Rolle. Zu den Insekten, die der Fleckentoko frisst, zählen Raupen, Motten und verschiedene Heuschrecken. Er bricht auch Wespennestern auf. Grillen der Gattung Acanthoplus spielen vor allem während der Brutzeit eine wesentliche Rolle und machen 70 Prozent der Nahrung aus, die das Männchen zur Bruthöhle trägt.

## Fortpflanzung
In Namibia fällt die Brutperiode gewöhnlich in den Zeitraum Oktober bis März. Die Eiablage beginnt gewöhnlich ein Monat, nachdem heftige Regenfälle eingesetzt haben.
Die Brutperiode beginnt damit, dass die Paare beginnen, mögliche Bruthöhlen zu inspizieren. Entsprechend ihrem Lebensraum, in dem Bäume selten sind, nutzen Fleckentokos vor allem Felsspalten als Bruthöhle und seltener Baumhöhlen. Typische Plätze für geeignete Bruthöhlen liegen an Felsabhängen an Gewässerläufen mit einigen Bäumen in der Nähe. Die Bruthöhlen können sich auf Bodenhöhe beispielsweise zwischen Baumwurzeln aber auch 39 Meter über dem Erdboden an einem Felsabhang befinden.

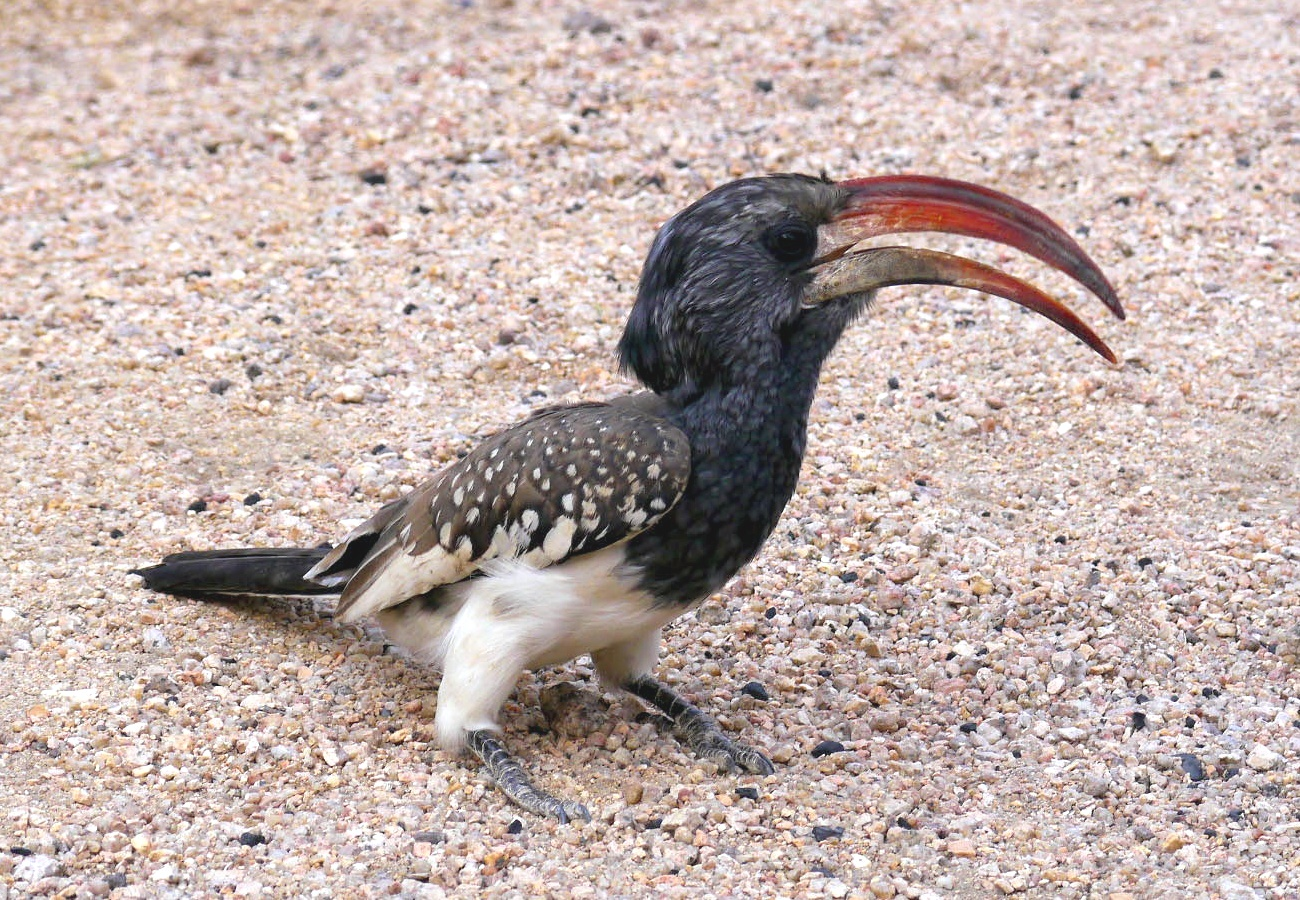
Fleckentoko, Spitzkoppe, Namibia

Die Besuche an der Bruthöhle werden immer häufiger, das Weibchen beginnt dann allmählich auch Spalten und Risse an der Bruthöhle von außen zu versiegeln. Sie nutzt dabei vor allem ihre eigenen Fäkalien, Futterreste, aber auch gelegentlich Lehm. Die Nisthöhle wird mit trockenen Blättern, Rinderstückchen und Grashalmen ausgepolstert. Männchen beteiligen sich daran gelegentlich, begrenzen sich aber gewöhnlich darauf, entsprechendes Material zur Bruthöhle zu bringen. Paare nutzen einzelne Bruthöhlen gelegentlich über Jahre.
Der gesamte Nistzyklus dauert 72 bis 84 Tage, dabei entfallen auf die Bebrütung 24 bis 27 Tage und auf die Nestlingszeit 43 bis 46 Tage. Zwischen fünf und elf Tagen verbringt ein Weibchen schon in der von ihr dann bis auf einen schmalen Spalt zugemauerten Bruthöhle, bevor sie mit der Eiablage beginnt. Sie durchläuft in dieser Zeit auch die Mauser. Sie verlässt die Bruthöhle etwa 19 bis 25 Tage nachdem der letzte Nestling geschlüpft ist. Die Nestlinge versiegeln selbständig die Bruthöhle wieder bis auf einen schmalen Spalt, nachdem der weibliche Elternvogel die Nisthöhle verlassen hat. Das Weibchen beteiligt sich danach an der Fütterung der Jungvögel.
In Namibia betrug die Gelegegröße bei untersuchten Nestern gewöhnlich 4,4 Eier. Die Gelegegröße ist dabei abhängig, wie viel Niederschlag zuvor gefallen ist. Etwa aus 30 Prozent der gelegten Eier werden auch Jungvögel flügge. Das Weibchen legt die Eier mit einem Legeabstand von zwei bis drei Tagen. Die Nestlinge schlüpfen entsprechend asynchron entsprechend diesem Legeabstand. Es sind gewöhnlich die jüngsten Nestlinge, die nicht erfolgreich ausfliegen, weil sie zu wenig Nahrung erhalten.

## Trivia
Der Artname ehrt den Portugiesen Joachim João Monteiro (1833–1878). Monteiro war ein Bergbauingenieur, der aber gleichzeitig während seines Aufenthalts in Angola von 1860 bis 1875 Exemplare der dortigen Fauna und Flora sammelte.

## Einzelbelege
1. 1 2  Tockus monteiri in der Roten Liste gefährdeter Arten der IUCN 2016. Eingestellt von: BirdLife International, 2016. Abgerufen am 9. Oktober 2017.
2. ↑  Artbeschreibung in The Atlas of Southern African Birds. Abgerufen am 3. Oktober 2016.
3. 1 2 3 4  Kemp: The Hornbills – Bucerotiformes. S. 129.
4. ↑  Kemp: The Hornbills – Bucerotiformes. S. 128.
5. 1 2 3 4  Kemp: The Hornbills – Bucerotiformes. S. 130.
6. ↑  Bo Beolens, Michael Watkins: Whose Bird? Men and Women Commemorated in the Common Names of Birds. Christopher Helm, London 2003, ISBN 0-7136-6647-1, S. 205.